# Харпаево (Костромская область)
Харпаево — упразднённая деревня в Ореховском сельском поселении Галичского района Костромской области России. Исключена из учётных данных в 2024 году.

## География
Расположен в северо-западной части региона, вблизи реки Юрманка.

## История
22 июня 2010 года в соответствии с Законом Костромской области № 626-4-ЗКО Харпаево из ликвидированного Унорожского сельского поселения вошло в состав Ореховского сельского поселения.

## Население
| 2008 | 2010 | 2012 | 2014 |
| ---- | ---- | ---- | ---- |
| 0    | →0   | →0   | →0   |

## Инфраструктура
Было личное подсобное хозяйство.

## Транспорт
Просёлочная дорога.